# フラーズ醸造所
座標: 北緯51度29分14秒 西経0度15分02秒 / 北緯51.48722度 西経0.25056度
フラーズ醸造所(フラーズじょうぞうしょ、Fuller, Smith and Turner PLC)は1845年にハウンズロー・ロンドン特別区チジックで創業された独立した家族経営の醸造所である。

## 歴史
ビールはチジックのフラーズ醸造所で350年以上もの間、オリバー・クロムウェルの時代から醸造されてきた。チズジックモールのベッドフォードハウスの庭園にあった元祖の醸造所から事業は拡大し、19世紀初頭まで栄えた。金銭的な問題により、当時のオーナーであったダグラスとヘンリー・トンプソンそしてフィリップ・ウッドは提携先を探す必要性に迫られた。
ウィルトシャーにあるネストンパークのジョン・フラーが必要な資金を投資できるかについて話を持ちかけられた。1829年に彼は経営に参加したが、提携は困難であることが判明した。1841年にダグラス・トンプソンはフランスへと飛び、提携は解消された。 
醸造の経験が全くない男が一人でその規模の醸造所を経営することは不可能であることがすぐに判明し、1845年にジョン・フラーの息子ジョン・バード・フラーと、インドとスミスのロムフォード醸造所のヘンリー・スミス、そして彼の義理の弟であり醸造責任者であるジョン・ターナーによって現在でも知られているFuller, Smith and Turnerが設立された。 
その時からグリフィン醸造所はますます有名になった。1909年、ブレントフォードのビーハイブ醸造所が34軒のパブとともに買収された。フラー家が最初にチジックへ来てから100年後にあたる1929年、提携は解消され、有限責任会社が設立された。今でもなお、最初のパートナーの子孫は企業の経営に深く関わっている。
長年にわたり、フラーズは素晴らしいパブの営業と多くの賞を受けたロンドンプライドやESB、1845のような素晴らしいビールの醸造により名声を築いてきた。実際、フラーズのビールのうち3種、ロンドンプライド、ESB、チジックビターは他の醸造所とは比較にならない偉業であるChampion Beer of Britainに選ばれている。 
2005年11月、フラーズは企業の歴史の中で最大の取引としてハンプシャーのホーンディーンにあるGeorge Gale & Co. (ゲールズ)の買収を発表した。ゲールズの買収により111軒が不動産に加わり、パブの総数は362軒となった。フラーズは不動産に加えるためのパブの選択的な買収を継続し、今では380軒以上のパブを所有、営業している。
2019年、ビール事業をアサヒビールに売却した。

## グリフィン醸造所

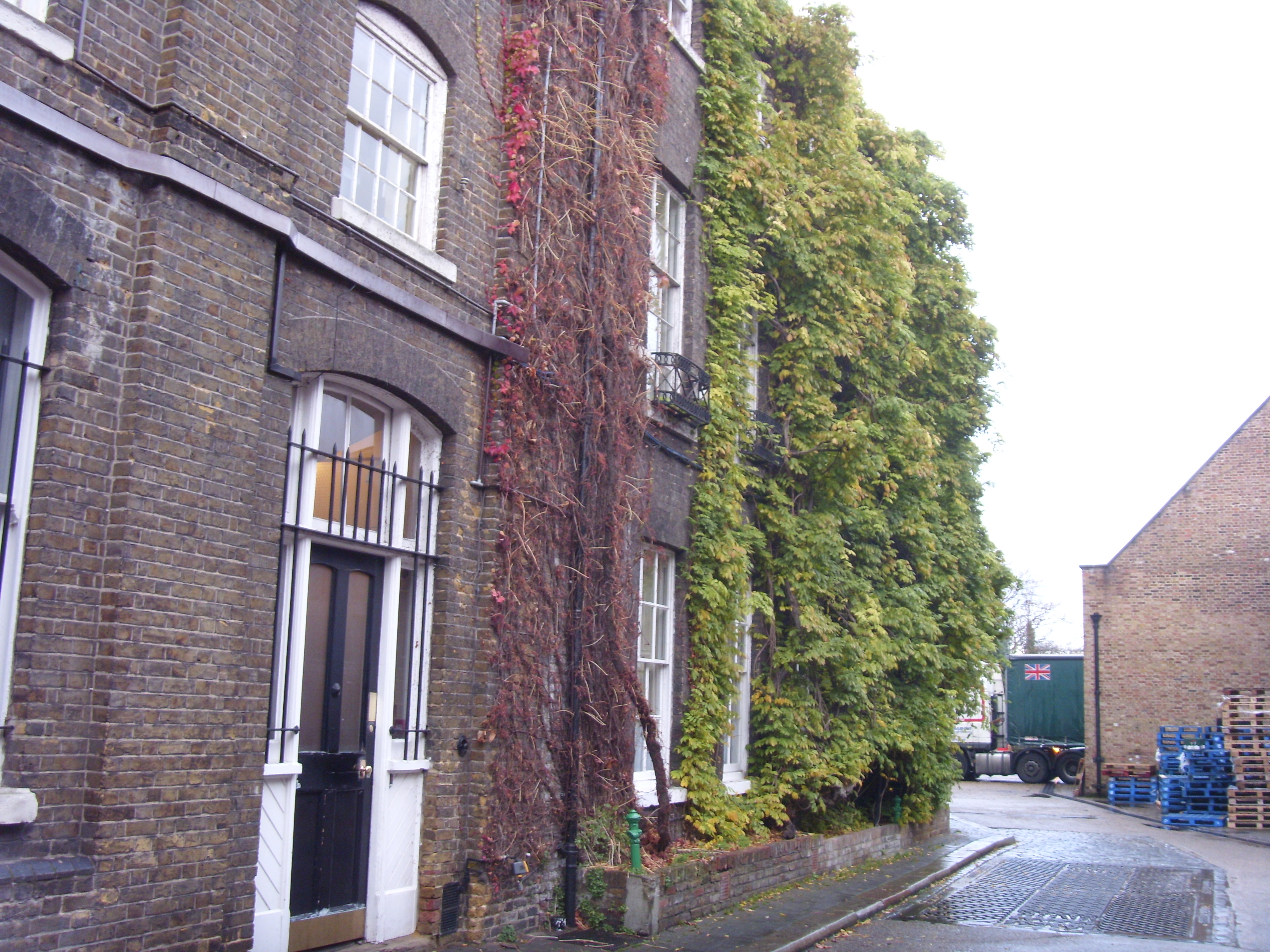
グリフィン醸造所の藤(2008年)

チジックで'グリフィン醸造所'の名が初めて記録されたのは、当時の会社のオーナーであったダグラス・トンプソンがロンドンの倒産した醸造所(Meux & Reid)から名称を購入した1816年に遡る。そのビールの幅広さのみならず、チジックの幹線道路A4に面したグリフィン醸造所は19世紀初頭に植えられた英国最古の藤を有していることで有名である。ロンドンに向かう最も混雑した幹線道路の一つに面して位置しているということは数十万人の通勤者が醸造所の前を車で通過することを意味している。一般客は醸造所のガイド付きツアーに参加することができる。2012年には15,000人近くが醸造所を訪れた。

## ザ・フラーズ・ビア・カンパニー
フラーズは英国を代表するプレミアムカスクエールであるロンドンプライドのみならず、チジックビターやESB、1845といった多くの受賞歴のあるエールの醸造者として最も広く知られている。フラーズのビールのうち3種、ロンドンプライド、ESB、チジックビターは他の醸造所とは比較にならない偉業であるChampion Beer of Britainに選ばれている。フラーズESB(エクストラ・スペシャル・ビター)は米国においてビールのスタイルを生み出すほどの特徴を有している。 
フラーズは多くのブランドを有する。
フラーズの通年ビール(2013年時点)

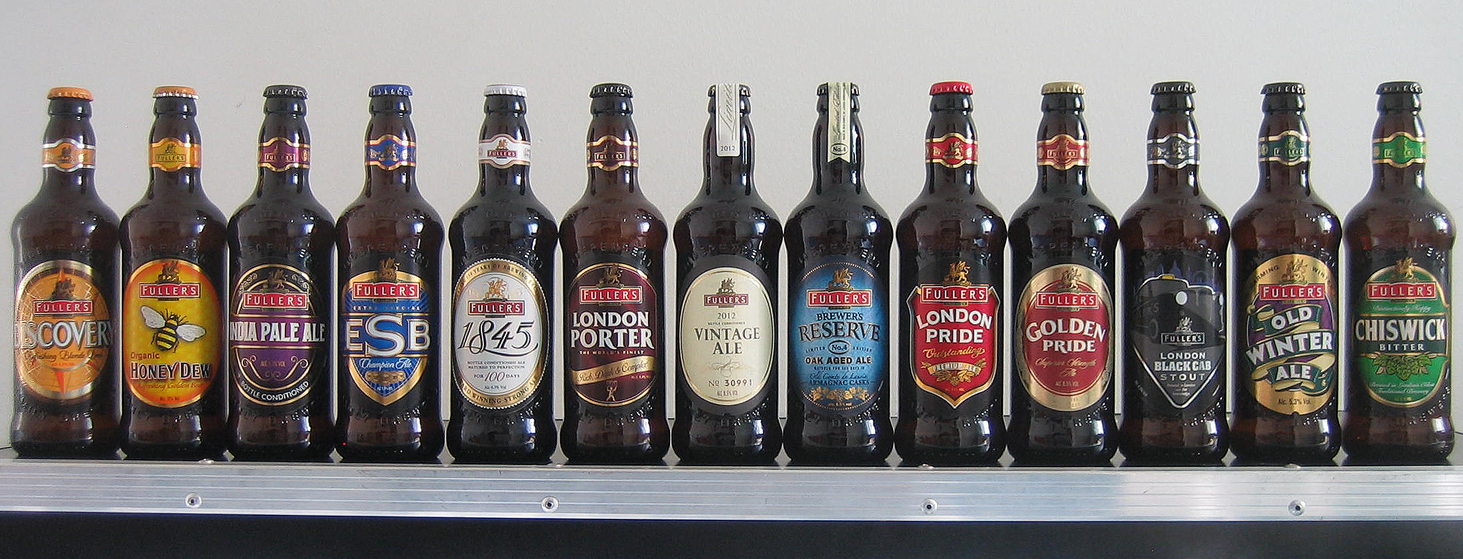
フラーズのボトル各種

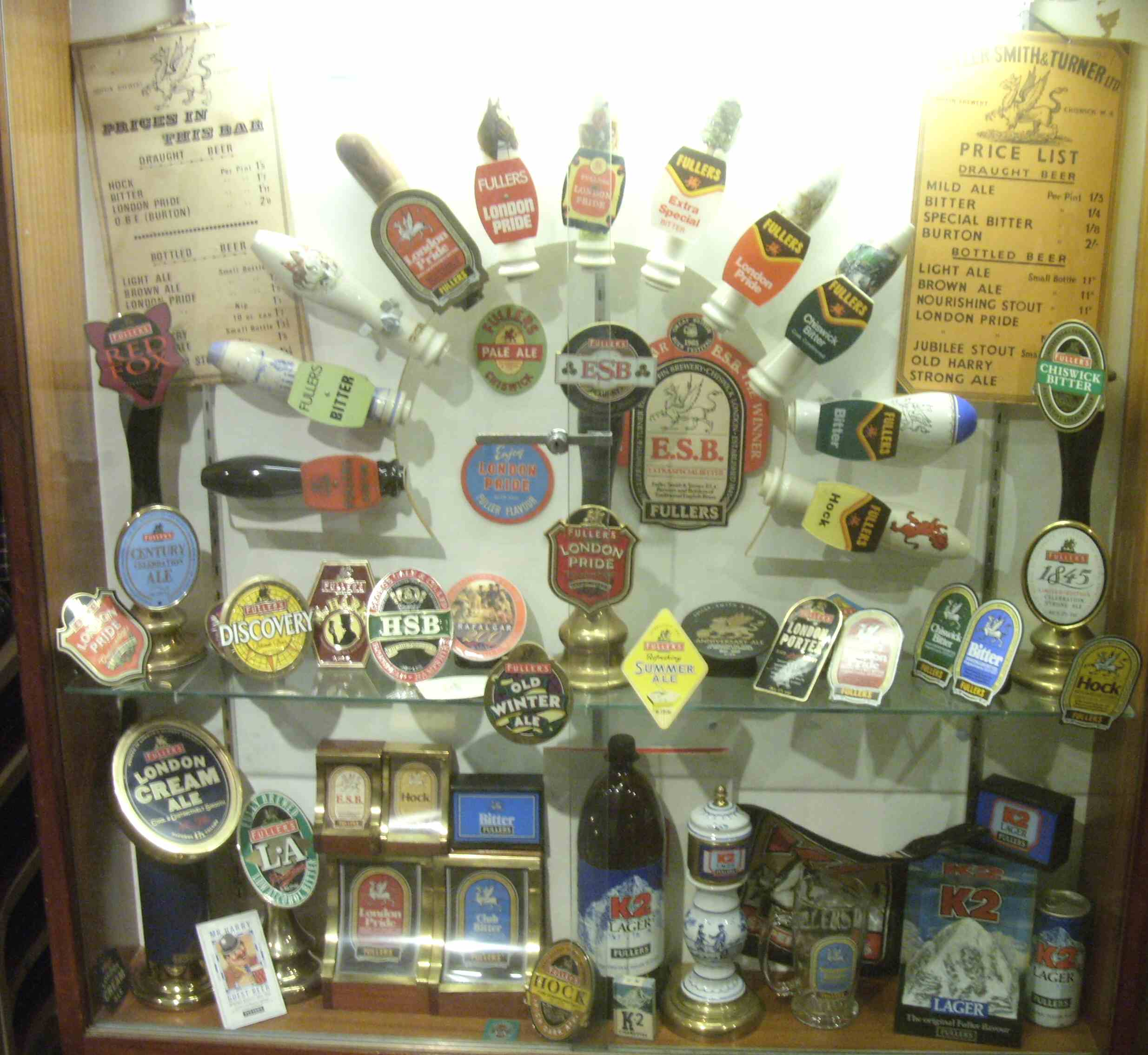
フラーズのブランドの選り抜き

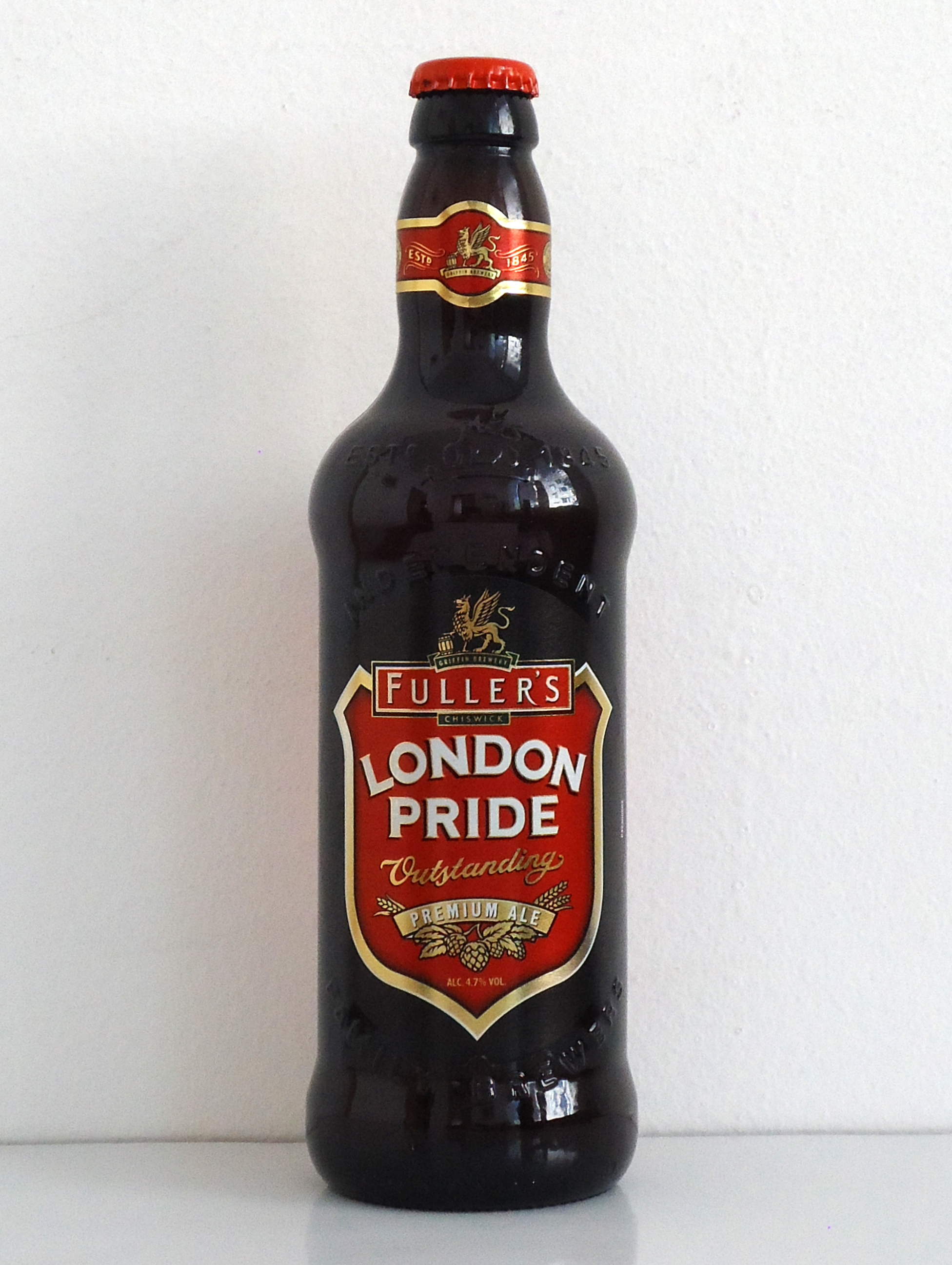
ロンドンプライドの瓶

- フラーズロンドンプライド(Fuller's London Pride)はフラーズのフラッグシップブランド。マホガニー色のビター。イングランドでは4.1%のカスク・コンディションの形で最もよく知られているが、英国及び世界中で4.7%の加熱殺菌済み瓶ビールとしても販売されている。
- フラーズESB (Fuller's ESB(Extra Special Bitter))は強いビター。ESBはCAMRAのBest Strong Aleを7回受賞しており、これは他のあらゆるビールよりも多い。2004年末、とても強いビールとしての評判を振り落すため、昔の黒と赤から現行の青と金にラベルが変更された。5.5%のカスク・コンディションのほか、5.9%の加熱殺菌済み瓶やケグの形としても販売されている。
- フラーズオーガニックハニーデュー(Fuller's Organic Honey Dew)は有機栽培の原料のみを用いて醸造されたゴールデン・エール（英語版）。麦芽とホップだけではなく蜂蜜を加えて醸造されており、ほのかな甘みが加わっている。500mlの加熱殺菌済み瓶ビールとして英国では広く入手可能であり、多くのフラーズのパブでケグの形でも通年で提供されている。
- フラーズチジックビター(Fuller's Chiswick Bitter)は3.5%のカスクコンディションのビターで、ほとんどのフラーズのパブで提供されている。
- フラーズベンガルランサー(Fuller's Bengal Lancer)は5%(瓶では5.3%)のインディア・ペールエール。
- フラーズロンドンポーター(Fuller's London Porter)。500mlの加熱殺菌済み瓶ビールとして入手可能であり、フラーズのパブで季節限定のカスクエールとしても提供されている。
- フラーズゴールデンプライド(Fuller's Golden Pride)はバーレーワイン。フラーズの製品群の中では最も強い8.3%であり、英国で幅広く入手可能なもの中では最も強いビールの一つである。ほとんどのフラーズのパブと一部の英国のスーパーで500ml加熱殺菌済みの瓶ビールとして入手可能である。
- フラーズ1845(Fuller's 1845)は強い瓶ビールである。1995年にフラーズの150年を祝うために醸造が開始された。フラーズのパブで季節限定のカスクエールとしても提供されている。
- フラーズディスカバリー(Fuller's Discovery)は2005年に醸造が開始されたブロンドエール。カスク・コンディションの形で通年で提供されており、500mlの加熱殺菌済み瓶ビールとしても入手可能である。

フラーズの季節限定エール
- フラーズビンテージエール(Fuller's Vintage Ale)はビンテージの瓶入りエール。各年の醸造は大まかにはゴールデンプライドに基づいているが、レシピには細かな違いがある。通常、クリスマス前後に発売され、1997年から製造されている。
- フラーズパストマスターズXXストロングエール(Fuller's Past Masters XX Strong Ale)は1891年の醸造記録に基づく瓶入りの7.5%ストロングエール。
- フラーズパストマスターズダブルスタウト(Fuller's Past Masters Double Stout)は1893年の醸造記録に基づく瓶入りの7.4%スタウト。
- フラーズパストマスターズオールドバートンエクストラ(Fuller's Past Masters Old Burton Extra)は1931年のレシピに基づいて2012年に製造された7.3%の瓶入りビール。
- フラーズIPA(Fuller's IPA)はプレミアムビター。大半が米国への輸出のために製造されているが、英国においても季節限定でフラーズのパブにてカスクエールと500ml瓶の形で販売されている。
- フラーズホック(Fuller's Hock)はフラーズのパブで季節限定のカスクエールとして提供されるダークマイルド（英語版）。
- フラーズサマーエール(Fuller’s Summer Ale)は夏期限定でカスク・コンディションと500mlの加熱殺菌済み瓶ビールの形で販売されるブロンドエール。
- フラーズジャックフロスト(Fuller's Jack Frost)はブラックベリーで香り付けされた季節限定エール。冬季限定でカスクエールと500mlの加熱殺菌済み瓶ビールの形で提供される。2000年に登場した。
- フラーズレッドフォックス(Fuller's Red Fox)は焦がした燕麦で香り付けされた季節限定エール。カスク・コンディションの形で通年で提供されている。1999に登場した。
- フラーズペールエール(Fuller's Pale Ale)は加熱殺菌済みのペール・エール。ほとんどのフラーズのパブで275mlの瓶ビールとして提供されている。
- フラーズオールドウィンターエール(Fuller's Old Winter Ale)は冬季限定で500mlの瓶で販売される濃い色をしたオールド・エール。
- フラーズミスターハリー(Fuller's Mr Harry)は濃い琥珀色をしたビター。

チジックで醸造されるゲールズのブランドのビール
- ゲールズHSB(Gales' HSB (Horndean Special Bitter))はカスク・コンディションのプレミアムな4.8%の強いビター。
- ゲールズシーファラーズ(Gales' Seafarers)は3.6%のエール。売り上げの一部が海事のチャリティであるSeafarers UKに寄付される。
- ゲールズプライズオールドエール(Gales' Prize Old Ale)は9%の瓶ビール。以前はコルク瓶で販売されていた。以前のホーンディーンの醸造所での最後の醸造品がタンクに保存されており、ホーンディーン醸造所の古い醸造設備による特徴をビールに与えるためにその後醸造されたプライズオールドエールに加えられている。
- ゲールズバッツァー(Gales' Butser)はカスク・コンディションの3.4%ビター。ホーンディーンにあった以前のゲールズ醸造所の近くの高い丘の名前に由来する。
- ゲールズフェスティバルビター(Gales' Festival Mild)はカスク・コンディションで提供される4.8%のプレミアムな強いマイルドエール（英語版）。マイルドエールの再興を支援することを目的に、1990年のビア・フェスティバルのための限定品として初めて醸造された。売れ行きが好調だったため、ゲールズの通常販売品に追加された。
- ゲールズスウィングロー(Gales' Swing Low)はイングランドのラグビートーナメント前後に季節限定で製造される4.1%のビター。
- ゲールズトラファルガー(Gales' Trafalgar)はトラファルガー海戦200周年記念日を祝って醸造された4.3%のエール。
- ゲールズウィンターブリュー(Gales' Winter Brew)はプライズオールドエールにとてもよく似た4.2%の冬季限定エール。

## フラーズ・イン
フラーズは380軒以上のパブや宿、ホテルをイングランド南部のバーミンガムからブライトン、ブリストルからブロムリーで所有、経営している。フラーズは英国で最高のパブを選択的に買収することで長年にわたり常にパブを増やしており、シティ・オブ・ロンドンにおいては最大の事業者の一つとなっている。2005年におけるゲールズの買収により、フラーズに111軒のパブが一度に追加された。これにより南海岸におけるフラーズの勢力が拡大し、フラーズの事業にウィンチェスターの ザ・ウィカム・アームズやチャルトンのザ・レッド・ライオンといったハンプシャーで愛されてきたパブが加わった。HSBやプライズオールドエールといったゲールズのビールは現在、独自のゲールズ酵母を含む以前と同じレシピを用いてグリフィン醸造所で醸造されている。